# 大阪府立寝屋川高等学校
大阪府立寝屋川高等学校（おおさかふりつ ねやがわこうとうがっこう）は、大阪府寝屋川市本町に所在する公立高等学校。

## 概要
1909年に創立した。全日制課程普通科と定時制課程普通科を設置する。高校の略称は「寝屋高」（ねやこう）。
同じ寝屋川市内にある大阪府立西寝屋川高等学校、大阪府立北かわち皐が丘高等学校と3校で、「寝屋川市府立高等学校国際交流連絡協議会」を結成している。また、同市の姉妹都市、カナダ・オークビル市にある"White Oaks Secondary School"と姉妹校の提携を結んでいる。
定時制課程は1949年に設置された。定時制課程は単位制・2学期制で、単位の半期認定などをおこなっている。大阪府立桃谷高等学校通信制課程との併修で3年で卒業できる制度も導入している。

## 沿革

### 旧制高等女学校
1909年12月6日、北河内郡門真村大字門真（現・門真市御堂町）の願得寺境内にあった茨田高等小学校跡地に、大阪府北河内郡門真村外7か町村（守口町・三郷村・四宮村・大和田村・二島村・古宮村・諸堤村）の学校組合により、学校組合立河北（かほく）高等女学校（修業年限4年）の設置認可が下りた。学校沿革史の上では、1909年の設置認可をもって学校創立と位置づけている。
翌1910年には、庭窪村・九個荘村・友呂岐村・蹉跎村・枚方町・牧野村・樟葉村が学校組合に加わり、北河内郡門真村外14か町村学校組合立となった。1910年4月に開校し、授業を開始した。
1911年には北河内郡立となり、1920年に北河内郡豊野村大字秦字早子（現在地）に移転した。
1921年に大阪府に移管され、大阪府立河北高等女学校に改称した。1924年には5年制に改編されたのち、1928年に大阪府立寝屋川高等女学校に改称された。
1910年から1937年まで歌人の今中楓渓が当校に赴任していた影響から、短歌の指導に力が入れられ、当校を会場として短歌大会も開催された。1931年に開催された大阪府下女子学生短歌大会では、秩父宮妃が台臨している。
1944年には戦時体制により、生徒は枚方造兵廠などに学徒動員された。1945年3月には大阪陸軍造兵廠が寝屋川高等女学校内に疎開し、教室や講堂などを借用している。

### 寝屋川高等学校
学制改革により、1947年には過渡的に併設中学校を設置し、1947年当時旧制高等女学校2・3年相当として在籍した生徒を新制中学校2・3年へと移行した。併設中学校は1947年度・1948年度の2年のみで閉鎖している。
翌1948年には新制高等学校の大阪府立寝屋川高等学校へと改編した。寝屋川高等学校は全日制普通科高等学校として発足し、翌1949年に定時制課程が併設された。
1948年には、大阪府立四條畷高等学校（旧制四條畷中学校）との男女生徒交流で男女共学を実施した。
全日制課程は2003年、大阪府教育委員会の「エル・ハイスクール」事業校に指定された。また2006年度から2009年度の3年間、文部科学省からスーパーイングリッシュランゲージハイスクール(SELHi)に指定された。

### 年表
- 1909年12月6日 - 北河内郡門真村他7ヶ町村学校組合立河北高等女学校を北河内郡門真村大字門真に設置認可。
- 1910年 - 学校組合を北河内郡門真村他14ヶ町村に改組。授業を開始。
- 1911年 - 北河内郡立河北高等女学校に改称。
- 1920年 - 北河内郡豊野村大字秦（現在地）に移転。
- 1921年 - 大阪府へ移管。大阪府立河北高等女学校に改称。
- 1928年 - 大阪府立寝屋川高等女学校に改称。
- 1934年9月21日 - 室戸台風で校舎被災。
- 1940年10月 - 大阪府立寝屋川臨時教育養成所を設置。
- 1944年 - 生徒が学徒動員される。
- 1945年3月 - 大阪陸軍造兵廠が寝屋川高等女学校内に疎開。
- 1945年11月 - 大阪陸軍造兵廠の引揚げが完了。
- 1948年 - 学制改革により、大阪府立寝屋川高等学校に改編。大阪府立四條畷高等学校（旧制大阪府立四條畷中学校）との間で生徒・教員を交流し、男女共学となる。
- 1949年 - 定時制の課程を設置。
- 1974年 - 定時制給食室が竣工。
- 2003年 - 全日制課程が、大阪府教育委員会のエル・ハイスクールに指定（2007年3月まで）。
- 2006年 - 仮設の理科棟が竣工。全日制課程が、文部科学省の、特に英語教育に力点をおくSELHiに指定（2009年3月まで）。
- 2007年 - 耐震強度の不足による旧理科棟の取り壊し工事に着工。

## 出身者

### 政治・行政
- 中川治 - 元衆議院議員（民主党除籍）
- 中司宏 - 日本維新の会の衆議院議員。元枚方市長
- 野田毅 - 自由民主党衆議院議員（16選）。元自治大臣兼国家公安委員会委員長
- 伏見隆 - 枚方市長
- 矢田稚子 - 元参議院議員（国民民主党）。元内閣総理大臣補佐官

### 文化・芸術
- いくたまき（山瀧麻紀） - 漫画家
- 入江隆則 - 文藝評論家、明治大学名誉教授
- 上田恵介 - 立教大学名誉教授、元日本野鳥の会会長
- 川端康之 - 横浜国立大学教授
- 辨野義己 - 生物学者。理化学研究所特別招聘研究員
- 水野卓史 - グラフィックデザイナー・アートディレクター。

### 芸能・マスメディア
- Saeko - シンガーソングライター。ヘヴィメタル・ミュージシャン
- 桂文紅 - 上方落語の噺家
- 栗山朋子  - 元三重テレビアナウンサー
- 田口俊 - 作詞家・音楽プロデューサー、Yuka & Chronoship ベーシスト
- チチ松村 (GONTITI) - シンガーソングライター
- 中川五郎 - シンガーソングライター、作家、翻訳家
- ハイヒール リンゴ - 漫才師、お笑いタレント
- 平敷安常 - 戦場カメラマン。ノンフィクション作家
- 山崎淑行 - 日本放送協会（NHK）報道記者。名古屋局ニュースデスク
- 小山乃里子 - ラジオパーソナリティ・フリーアナウンサー。元神戸市議会議員
- 亀山修哉 (T-SQUARE) - ミュージシャン

### スポーツ
- 大島琢 - サッカー指導者
- 木野実 - 元ハンドボール選手。元環太平洋大学教授
- 沢田誠 - 元京都大学硬式野球部監督
- 達摩省一 - 元関西大学野球部監督。解説者[6]

## 交通
- 京阪本線 寝屋川市駅 東へ約600m。